# هدر ماندولی
هدر ماندولی (به انگلیسی: Heather Mandoli) (زادهٔ ۲۵ اکتبر ۱۹۸۲) قایقران روئینگ اهل کانادا است. وی در بازی‌های المپیک تابستانی ۲۰۰۸ شرکت کرده‌است.